# Zlatan Alomerović
Zlatan Alomerović (Prijepolje, Zlatibor, Serbia, 15 de junio de 1991) es un futbolista serbio que juega como guardameta en el AEK Larnaca de la Primera División de Chipre.

## Palmarés

### Títulos nacionales
| Título                | Club                  | País     | Año  |
| --------------------- | --------------------- | -------- | ---- |
| Supercopa de Alemania | Borussia Dortmund     | Alemania | 2014 |
| Copa de Polonia       | Lechia Gdańsk         | Polonia  | 2019 |
| Supercopa de Polonia  | Lechia Gdańsk         | Polonia  | 2019 |
| Ekstraklasa           | Jagiellonia Białystok | Polonia  | 2024 |
| Copa de Chipre        | AEK Larnaca           | Chipre   | 2025 |